# Tranquilo Cappozzo
Tranquilo Capozzo (Stati Uniti, 25 gennaio 1918 – Valle Hermoso, 14 maggio 2003) è stato un canottiere argentino.
Ha vinto la medaglia d'oro olimpica alle Olimpiadi 1952 svoltesi a Helsinki nella specialità due di coppia maschile insieme a Eduardo Guerrero.
Ha anche partecipato alle Olimpiadi 1948 di Londra gareggiando nel singolo maschile.